# Madaura
Madaura (Madaurus, Madaura) foi uma cidade romano-berbere e uma diocese da Igreja Católica no antigo estado da Numídia, na atual Argélia.

## História
O nascimento da cidade remonta ao século V a.C., sob a égide dos fenícios.
Madaura tornou-se uma colônia romana no final do primeiro século e era famosa por sua "schola". Uma colônia de veteranos foi estabelecida lá; foi chamada Colonia Flavia Augusta Veteranorum Madaurensium sob o imperador Nerva.
A cidade foi totalmente romanizada no século IV, com uma população de cristãos berberes, que falavam principalmente latim, segundo Theodor Mommsen.
Madaura era a sé de uma diocese cristã. Houve três bispos famosos desta diocese: Antígono, que celebrou o Concílio de Cartago de 349; Placentius, que celebrou o Concílio de Cartago de 407 e a Conferência de Cartago de 411; e Pudêncio, que foi forçado ao exílio, ao lado de outros presentes no Sínodo de 484, por causa do rei vândalo Hunerico.
As ruínas de Madaura estão próximas da cidade atual de M'Daourouch, na Argélia. É possível ver:
- Um mausoléu romano com algumas estátuas.
- Um teatro romano, de tamanho reduzido por causa de uma fortificação bizantina feita em 535.
- Algumas pequenas "termas romanas".
- Basílica romana da época bizantina com 3 seções de colunas.
- Alguns epitáfios, com inscrições em latim.

## Residentes notáveis
Apuleio, o autor do famoso romance O Asno de Ouro, que é o único romance latino que sobreviveu em sua totalidade, nasceu em Madaura por volta de 120. Lucius, o protagonista (fictício) do romance, também é de Madaura.
Santo Agostinho de Hipona estudou em Madaura no século IV.